# مهندس بوم‌سازگان

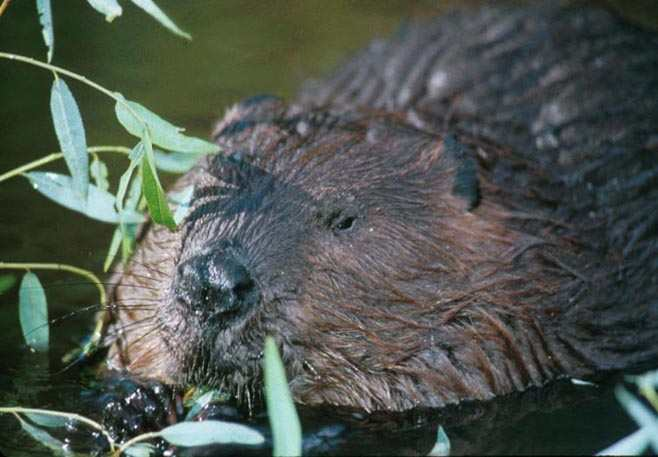
بیورها به دلیل تأثیرهایی که سدهای آنها بر جریان کانال، ژئومورفولوژی و بوم‌شناسی دارد، مهندسان پیشگام اکوسیستم هستند.

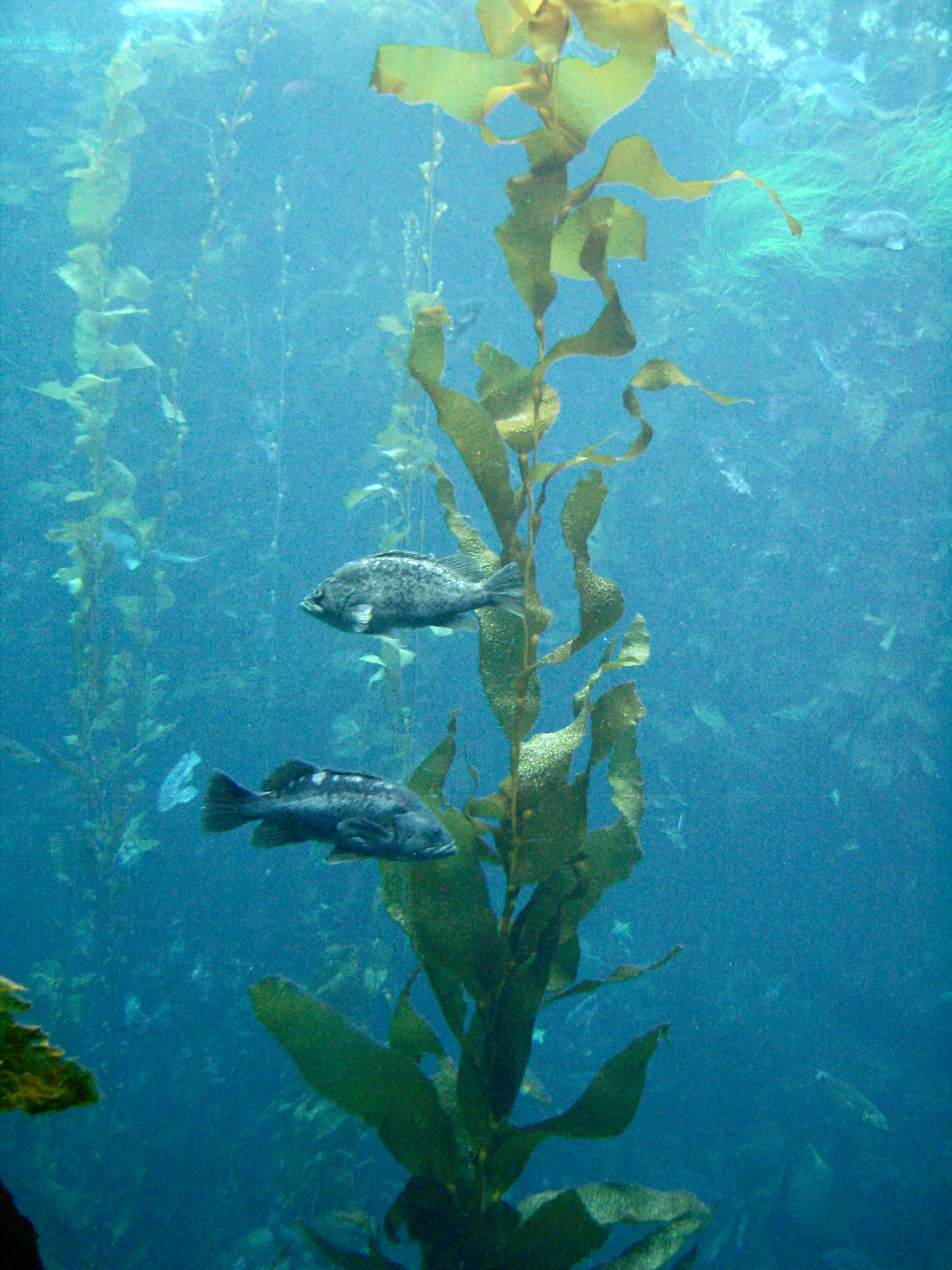
کلپ مهندسان اکوسیستم خودزا هستند، با ساختن ساختار لازم برای جنگل‌های کلپ

مهندس بوم‌سازگان (به انگلیسی: Ecosystem engineer) به هر گونه‌ای گفته می‌شود که یک زیستگاه را ایجاد، به‌طور چشمگیری تغییر می‌دهد، حفظ می‌کند یا از بین می‌برد. این جانداران می‌توانند تأثیر زیادی بر غنای گونه‌ای و ناهمگونی سطح چشم‌انداز یک منطقه داشته باشند. در نتیجه، مهندسان اکوسیستم برای حفظ سلامت و پایداری محیطی که در آن زندگی می‌کنند مهم هستند. از آنجایی که همه جانداران به روشی بر محیط زندگی خود تأثیر می‌گذارند، پیشنهاد شده است که اصطلاح «مهندسان اکوسیستم» تنها برای گونه‌های کلیدی که رفتار آنها به شدت بر دیگر جانداران تأثیر می‌گذارد استفاده شود.
| مورد | اتوژنیک یا آلوژنیک | بنیاد و پایه | مثال |
| ---- | ------------------ | --- | --- |
| ۱    | اتوژنیک            | مهندسی بوم‌سازگان در نظر گرفته نمی‌شود                                                                                            | هر گونه‌ای که مهندس اکوسیستم به‌شمار نمی‌رود. |
| ۲    | آلوژنیک            | تبدیل منابع به شکل‌های قابل استفاده و/یا مفیدتر                                                                                  | گاوها پس از خوردن علف، با فضولات خود پت گاوی تولید می‌کنند و توسط دیگر بی‌مهرگان به عنوان منبع غذایی و سرپناه مورد استفاده قرار می‌گیرند.                                                                   |
| ۳    | اتوژنیک            | جاندار خود را از حالتی به حالت دیگر تبدیل می‌کند و بر پراکندگی و/یا در دسترس بودن منابع و/یا ویژگی‌های محیط فیزیکی تأثیر می‌گذارد. | مرجان‌ها و جنگل‌ها رشد می‌کنند که باعث ایجاد تغییرهای رشدی در محیط پیرامون آن‌ها می‌شود |
| ۴    | آلوژنیک            | توانایی تبدیل یک ماده از یک حالت به حالت دیگر                                                                                   | بیورها می‌توانند درختان زنده را بگیرند و آنها را به درختان مرده تبدیل کنند، سپس از آن درختان مرده برای ساختن سدهایی استفاده کنند که پناهگاهی برای جانوران دیگر باشد و جریان آب را در مناطق خشک تثبیت کند. |
| ۵    | اتوژنیک            | نیروهای غیرزیستی شدید را تعدیل می‌کند که سپس جریان منابع را کنترل می‌کند                                                          | جلبک‌های کراستوز کورالین امواج را می‌شکنند و از صخره‌های مرجانی در برابر نیروی عظیم آب محافظت می‌کنند. |
| ۶    | آلوژنیک            | گونه در یک یا چند مورد از این موارد قرار می‌گیرد                                                                                 | صدف‌های دنده‌ای رشته‌هایی ترشح می‌کنند که برای محافظت از رسوب و جلوگیری از فرسایش به یکدیگر متصل می‌شوند. |